# Hugo Käch

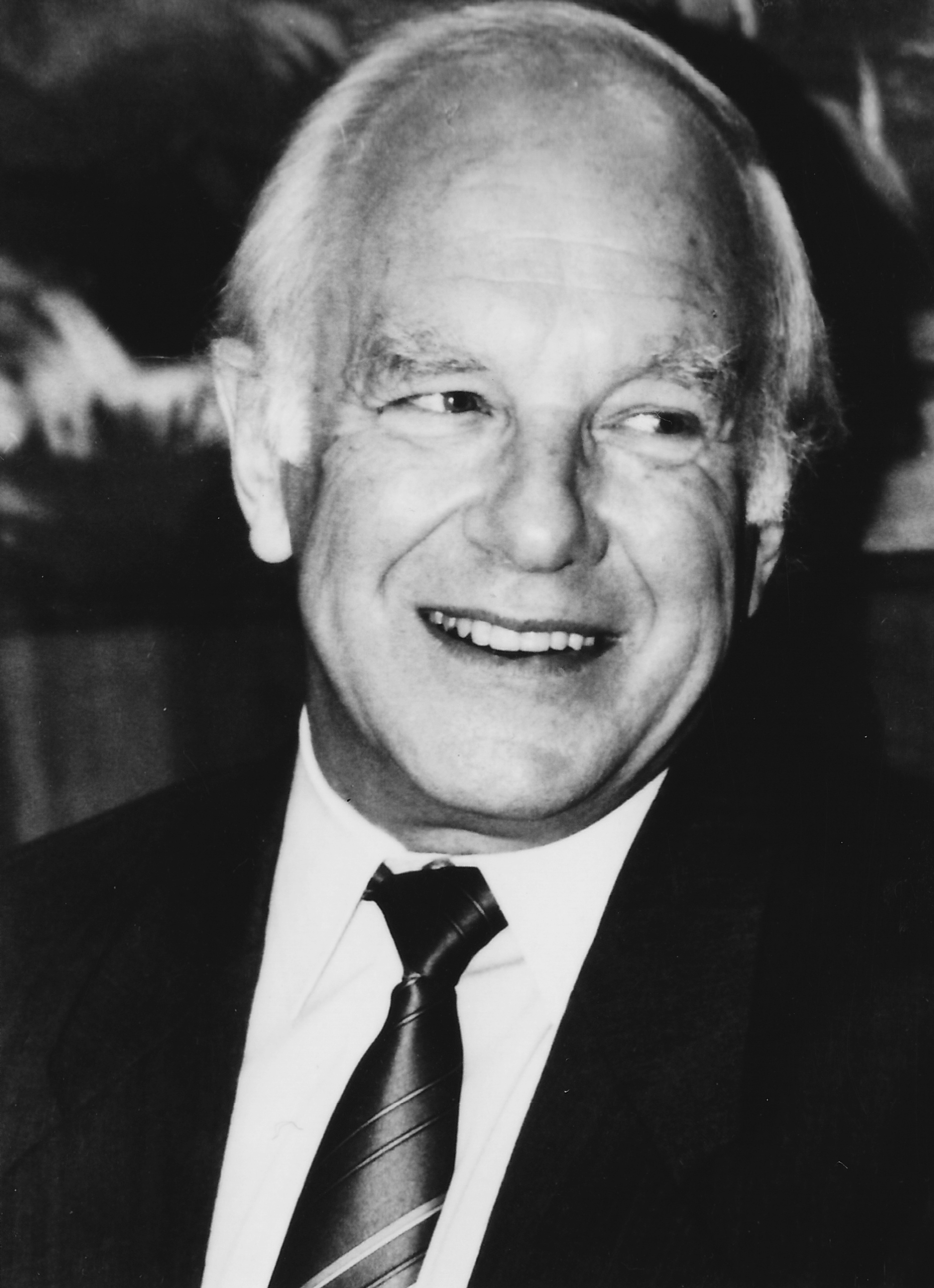
Hugo Käch

Hugo Käch (* 26. September 1927 in Luzern; † 31. Dezember 2003 in Flurlingen) war ein Schweizer Dirigent, Komponist und Musikfilmregisseur.

## Leben
Hugo Käch wurde am 26. September 1927 in Luzern als jüngstes von vier Kindern geboren. Nach Abschluss des Konservatoriums in Luzern unterrichtete er dort Musiktheorie und studierte Komposition bei Paul Hindemith an der Universität Zürich sowie Dirigieren bei Igor Markevitch. Für die Hofkirche Luzern, an der sein ehemaliger Schulkollege, der Theologe Hans Küng, damals Vikar war, komponierte Hugo Käch deutsche Psalmen, schon vor der Liturgiereform des Zweiten Vatikanischen Konzils. Die Beziehung zu Küng hat ein starkes theologisches und liturgisches Interesse in ihm wachgerufen, das sich auch in seinen späteren Kompositionen immer wieder zeigte.
Er wurde Meisterschüler und Assistent von Herbert von Karajan, der ihn 1961 als ersten Schweizer Dirigenten an die Wiener Staatsoper verpflichtete. Karajan war es auch, der ihn 1967 zunächst als Assistent, dann als Regisseur zum Film brachte. Hugo Käch war einer der ersten, die Musik als Liveübertragung im Fernsehen möglich machten. Er schuf eine eigene unverwechselbare Bildsprache und wirkte stilbildend auf ein ganzes Genre. „Er bemächtigt sich der Musik und des optischen Geschehens und komponiert, oft vom Augenblick inspiriert, seine Bilder.“
Unter seiner Regie entstanden rund 500 Konzert- und Opernübertragungen mit allen grossen Dirigenten, Solisten und Orchestern seiner Zeit für Filmproduktionen und Fernsehsender weltweit.
Von 1980 bis 1986 führte Hugo Käch die Fernsehregie bei den Neujahrskonzerten der Wiener Philharmoniker unter dem Dirigat von Lorin Maazel.
Seit der Gründung des Orchestra Filarmonica della Scala durch Claudio Abbado im Jahr 1982 leitete Hugo Käch bis kurz vor seinem Tod die Fernsehübertragungen der Konzerte aus der Mailänder Scala für Rete 4 (Mediaset).
1998 führte er die Regie bei der weltweit ersten Aufzeichnung aus der Verbotenen Stadt in Peking, der Oper „Turandot“. (Dirigent: Zubin Mehta)
1974 kehrte Hugo Käch in die Schweiz zurück. Walther Bringolf, langjähriger Stadtpräsident von Schaffhausen und Gründer der Internationale Bachgesellschaft (IBG) holte ihn an die Musikschule Schaffhausen, die 1978 unter seiner Leitung in ein Konservatorium übergeführt wurde. Schaffhausen war Hugo Käch schon seit den 1950er Jahren als Dirigent und Komponist verbunden. 1975 übernahm er den Frauenchor und den Männerchor Schaffhausen (heute Schaffhauser Oratorienchor). Die intensive Zusammenarbeit Hugo Kächs mit den Chören führte er auch nach seinem Rücktritt (1984) als Musikschul- und Konservatoriumsleiter bis 1991 weiter. Es entstanden zahlreiche Kompositionen unter anderem für die Schaffhauser Karfreitagskonzerte. Mit den beiden Chören trat er nicht nur immer wieder beim Internationalen Bachfest Schaffhausen auf, sondern auch mehrmals beim Carinthischen Sommer Ossiach und beim Ravenna Festival. Daneben dirigierte er regelmässig Orchesterkonzerte im In- und Ausland.
Hugo Käch war fast 50 Jahre mit der Klavierpädagogin Ruth Käch-Tanner verheiratet und hat fünf Kinder.

## Werke

### Kompositionen (Auswahl)
- Okesa – Suite für Orchester (1956)
- Gotthard – Präludium für Blasorchester (1959, Walther Bringolf gewidmet)
- Trio für Klavier, Violine und Violoncello (1967)[2]
- Ossiacher Kindermesse – (1985 – Texte: Ernst A. Ekker)
- Henry Dunant – Oratorium nach Texten von Henry Dunant und verschiedener Dichter (1988, 125 Jahre Rotes Kreuz)
- Laudes Creaturarum – Cantate nach dem Sonnengesang des Franz von Assisi mit Texten von Ernst A. Ekker (1989)
- Requiem für Helmut Wobisch (1990)
- Paracelsus – Kammeroper nach einem Versspiel von Arthur Schnitzler (1993)
- Vergine Madre – für Sopran, Kinderchor und Orchester, nach dem Hymnus von Dante Alighieri (1996)
- „Ich lebe grad, da das Jahrhundert geht …“  – für Sopran, Sprecher und Kammerorchester, auf Texte aus Rainer Maria Rilkes „Stundenbuch“ (1999)

### Film und Fernsehen (Auswahl)
- Gottfried von Einem: Philadelphia Symphony op.28 – Zubin Mehta, Wiener Philharmoniker (1968)
- Franz Schubert: Sinfonie Nr.8 „Unvollendete“  – Josef Krips, Wiener Philharmoniker (1969)
- Wiener Vorklassik – Nikolaus Harnoncourt, Concentus Musicus (1970)
- J. S. Bach: Matthäuspassion – Karl Richter, Münchner Bachchor und -Orchester (1971)
- Neujahrskonzerte der Wiener Philharmoniker (1980–1986)
- Philip Glass: Satyagraha – Achim Freyer, Oper Stuttgart (1981)
- Konzerte aus der Mailänder Scala (1982–2003)
- Richard Strauss: Der Rosenkavalier – Herbert von Karajan, Salzburger Festspiele (1984)
- Leonard Bernstein: A Quiet Place – Leonard Bernstein, Wiener Staatsoper (1986)
- Mozart / Da Ponte Opern – Marco Arturo Marelli, Volksoper Wien (1988)
- Richard Wagner: Der Ring des Nibelungen – Christian Pöppelreiter, Oper Graz (1990)
- Beethoven-Streichquartette – Juilliard Quartet (1975), Alban Berg Quartett (1991)
- Anton Tschechow: Iwanow – Peter Zadek, Akademietheater Wien (1996)
- Clavierissimo I und II – Dinorah Varsi (1997)
- Giacomo Puccini: Turandot – Zhang Yimou, in der Verbotenen Stadt in Peking (1998)
- Bruckner-Zyklus – Günter Wand, NDR Sinfonieorchester (1990–2001)
- Schubert-Zyklus – Lorin Maazel, Symphonieorchester des Bayerischen Rundfunks (2001)

## Auszeichnungen
- Verdienst-Medaille des Schweizerischen Roten Kreuzes (12. November 1988)